# Miasta w Portugalii
Według danych z 2024 r. w Republice Portugalskiej było 159 miast (port. cidades). Stolica kraju – Lizbona jako jedyne miasto liczyła ponad pół miliona mieszkańców. Ponadto istniało 6 miast z ludnością 100–500 tys.; 11 miast – z ludnością 50–100 tys., 28 miast – z ludnością 25–50 tys., a reszta miast liczyła poniżej 25 tys. mieszkańców.
Najstarszym miastem Portugalii jest Braga, której prawa miejskie nadano prawdopodobnie około 1070 r., natomiast najmłodszym – Lagoa na wyspie São Miguel (w archipelagu Azorów), która prawa miejskie uzyskała 22 marca 2012.
W czasach Królestwa Portugalii (tj. do 1910 r.) akt nadawania praw miejskich w tym kraju należał do króla i miał miejsce 33 razy. Ponadto w średniowieczu i nowożytności monarcha mógł przyznać portugalskiej miejscowości nieposiadającej jeszcze praw miejskich tytuł notável vila (pol. „znamienite miasto”) lub mui notável vila (pol. „bardzo znamienite miasto”). Przyznanie takiego miana zależało od utworzenia w danej wsi biskupstwa, jednak kilku monarchów nadało ten tytuł w oparciu o rozwój danej miejscowości, wzrost jej populacji, bądź udział w wojnach. Na przestrzeni prawie pięciu wieków (w latach 1446–1837) miano notável vila uzyskały 23 wsie, zaś mui notável vila – 2 miejscowości. Wsie z takim tytułem mogły cieszyć się przywilejami ówczesnych miast.
Obecnie, by miejscowość w Portugalii otrzymała prawa miejskie (tj. uzyskała miano cidade) freguesia (pol. sołectwo, parafia), w której jest ona zlokalizowana musi liczyć ponad 8000 mieszkańców uprawnionych do głosowania (wyborców), a także spełniać wymagania dotyczące infrastruktury, tj. posiadać: gabinet lekarski, aptekę, ośrodek kultury, transport publiczny, oddział portugalskiej poczty, hotel, sklep, przynajmniej jedna szkołę podstawową, przynajmniej jeden bank, szpital, straż pożarną, kino, centrum kultury, muzeum, bibliotekę, szkoły podstawowe i średnie, publiczne parki i ogrody, choć wystarczy, jeśli będzie posiadała przynajmniej połowę tych obiektów. Mianowania dokonuje parlament.
W Portugalii funkcjonuje również pojęcie vila, po polsku oznaczające „miasteczko”, jako stadium pośrednie pomiędzy miastem (cidade), a wsią (aldeia). Miano to nadaje parlament. Freguesia może zostać uznana za vilę, jeżeli liczy co najmniej 3000 osób uprawnionych do głosowania (wyborców) i spełni wymagania dotyczące jej infrastruktury (gabinet lekarski, apteka, ośrodek kultury, transport publiczny, oddział portugalskiej poczty, hotel, sklep, przynajmniej jedna szkoła podstawowa, przynajmniej jeden bank), przy czym wystarczy, że posiada co najmniej połowę tych obiektów. W 2019 r. w Portugalii istniało 581 miejscowości z kategorią vila, a wiele z nich było nawet siedzibami gmin.

## Największe miasta w Portugalii
Według liczby mieszkańców (stan na 2021 r.):
| Lp. | Miasto            | Jednostka administracyjna     | Liczba ludności |
| --- | ----------------- | ----------------------------- | --------------- |
| 1.  | Lizbona           | Obszar Metropolitalny Lizbony | 545 923         |
| 2.  | Porto             | Área Metropolitana do Porto   | 231 962         |
| 3.  | Vila Nova de Gaia | Área Metropolitana do Porto   | 188 443         |
| 4.  | Amadora           | Obszar Metropolitalny Lizbony | 171 179         |
| 5.  | Braga             | Region Północ                 | 148 977         |
| 6.  | Coimbra           | Region Centrum                | 106 768         |
| 7.  | Funchal           | Madera                        | 105 701         |
| 8.  | Setúbal           | Obszar Metropolitalny Lizbony | 90 396          |
| 9.  | Almada            | Obszar Metropolitalny Lizbony | 88 202          |
| 10. | Agualva-Cacém     | Obszar Metropolitalny Lizbony | 81 020          |

## Alfabetyczna lista miast w Portugalii
| Herb | Miasto                     | Gmina                      | Populacja | Prawa miejskie od:   |
| ---- | -------------------------- | -------------------------- | --------- | -------------------- |
|      | Abrantes                   | Abrantes                   | 14.775    | 14 czerwca 1916      |
|      | Agualva-Cacém              | Sintra                     | 81.845    | 12 lipca 2001        |
|      | Águeda                     | Águeda                     | 11.357    | 14 sierpnia 1985     |
|      | Albufeira                  | Albufeira                  | 16.237    | 23 sierpnia 1986     |
|      | Alcácer do Sal             | Alcácer do Sal             | 9.118     | 12 lipca 1997        |
|      | Alcobaça                   | Alcobaça                   | 9.775     | 30 sierpnia 1995     |
|      | Almada                     | Almada                     | 101.500   | 16 czerwca 1973      |
|      | Almeirim                   | Almeirim                   | 11.607    | 16 sierpnia 1991     |
|      | Alverca do Ribatejo        | Vila Franca de Xira        | 29.086    | 9 sierpnia 1990      |
|      | Amadora                    | Amadora                    | 151.853   | 17 września 1979     |
|      | Amarante                   | Amarante                   | 9.906     | 14 sierpnia 1985     |
|      | Amora                      | Seixal                     | 50.991    | 2 lipca 1993         |
|      | Anadia                     | Anadia                     | 5.533     | 9 grudnia 2004       |
|      | Angra do Heroísmo          | Angra do Heroísmo          | 14.316    | 21 sierpnia 1534     |
|      | Aveiro                     | Aveiro                     | 57.000    | 11 kwietnia 1759     |
|      | Barcelos                   | Barcelos                   | 20.625    | 6 września 1928      |
|      | Barreiro                   | Barreiro                   | 40.858    | 28 czerwca 1984      |
|      | Beja                       | Beja                       | 23.475    | 10 kwietnia 1521     |
|      | Braga                      | Braga                      | 112.039   | data nieznana        |
|      | Bragança                   | Bragança                   | 19.998    | 20 lutego 1464       |
|      | Caldas da Rainha           | Caldas da Rainha           | 28.376    | 26 sierpnia 1927     |
|      | Câmara de Lobos            | Câmara de Lobos            | 16.842    | 2 sierpnia 1996      |
|      | Caniço                     | Santa Cruz                 | 11.586    | 9 czerwca 2005       |
|      | Cantanhede                 | Cantanhede                 | 7.066     | 16 sierpnia 1991     |
|      | Cartaxo                    | Cartaxo                    | 10.115    | 30 sierpnia 1995     |
|      | Castelo Branco             | Castelo Branco             | 31.242    | 20 marca 1771        |
|      | Chaves                     | Chaves                     | 19.307    | 18 marca 1929        |
|      | Coimbra                    | Coimbra                    | 106.754   | data nieznana        |
|      | Costa da Caparica          | Almada                     | 11.707    | 9 grudnia 2004       |
|      | Covilhã                    | Covilhã                    | 34.772    | 20 października 1870 |
|      | Elvas                      | Elvas                      | 15.505    | 3 kwietnia 1513      |
|      | Entroncamento              | Entroncamento              | 20.065    | 16 sierpnia 1991     |
|      | Ermesinde                  | Valongo                    | 38.315    | 10 sierpnia 1990     |
|      | Esmoriz                    | Ovar                       | 10.993    | 2 lipca 1993         |
|      | Espinho                    | Espinho                    | 10.225    | 16 czerwca 1973      |
|      | Esposende                  | Esposende                  | 9.148     | 2 lipca 1993         |
|      | Estarreja                  | Estarreja                  | 4.261     | 9 grudnia 2004       |
|      | Estremoz                   | Estremoz                   | 9.011     | 31 sierpnia 1926     |
|      | Évora                      | Évora                      | 41.159    | data nieznana        |
|      | Fafe                       | Fafe                       | 15.323    | 23 sierpnia 1986     |
|      | Faro                       | Faro                       | 41.934    | 7 września 1540      |
|      | Fátima                     | Ourém                      | 10.302    | 12 lipca 1997        |
|      | Felgueiras                 | Felgueiras                 | 9.451     | 10 sierpnia 1990     |
|      | Figueira da Foz            | Figueira da Foz            | 32.519    | 20 września 1882     |
|      | Fiães                      | Santa Maria da Feira       | 12.750    | 12 lipca 2001        |
|      | Freamunde                  | Paços de Ferreira          | 7.452     | 12 lipca 2001        |
|      | Funchal                    | Funchal                    | 100.526   | 21 sierpnia 1508     |
|      | Fundão                     | Fundão                     | 8.957     | 19 kwietnia 1988     |
|      | Gafanha da Nazaré          | Ílhavo                     | 14.021    | 21 lipca 2001        |
|      | Gandra                     | Paredes                    | 5.804     | 26 sierpnia 2003     |
|      | Gondomar                   | Gondomar                   | 25.717    | 16 sierpnia 1991     |
|      | Gouveia                    | Gouveia                    | 3.759     | 1 lutego 1988        |
|      | Guarda                     | Guarda                     | 30.174    | 27 listopada 1199    |
|      | Guimarães                  | Guimarães                  | 52.181    | 23 czerwca 1853      |
|      | Horta                      | Horta                      | 4.459     | 4 lipca 1833         |
|      | Ílhavo                     | Ílhavo                     | 13.266    | 9 sierpnia 1990      |
|      | Lagoa                      | Lagoa                      | 6.500     | 12 lipca 2001        |
|      | Lagos                      | Lagos                      | 14.675    | 27 stycznia 1573     |
|      | Lamego                     | Lamego                     | 8.848     | data nieznana        |
|      | Leiria                     | Leiria                     | 42.745    | 13 czerwca 1545      |
|      | Lizbona                    | Lizbona                    | 508.477   | data nieznana        |
|      | Lixa                       | Felgueiras                 | 5.500     | 30 sierpnia 1995     |
|      | Loulé                      | Loulé                      | 12.103    | 1 lutego 1988        |
|      | Loures                     | Loures                     | 25.967    | 9 sierpnia 1990      |
|      | Lourosa                    | Santa Maria da Feira       | 9.204     | 12 lipca 2001        |
|      | Macedo de Cavaleiros       | Macedo de Cavaleiros       | 6.844     | 24 czerwca 1999      |
|      | Machico                    | Machico                    | 10.894    | 2 sierpnia 1996      |
|      | Maia                       | Maia                       | 38.200    | 23 sierpnia 1986     |
|      | Mangualde                  | Mangualde                  | 6.695     | 12 lipca 2001        |
|      | Marco de Canaveses         | Marco de Canaveses         | 9.042     | 2 lipca 1993         |
|      | Marinha Grande             | Marinha Grande             | 9.130     | 19 kwietnia 1988     |
|      | Matosinhos                 | Matosinhos                 | 45.703    | 28 czerwca 1984      |
|      | Mealhada                   | Mealhada                   | 5.043     | 26 sierpnia 2003     |
|      | Mêda                       | Mêda                       | 2.004     | 9 grudnia 2004       |
|      | Miranda do Douro           | Miranda do Douro           | 1.960     | 10 lipca 1545        |
|      | Mirandela                  | Mirandela                  | 10.780    | 28 czerwca 1984      |
|      | Montemor-o-Novo            | Montemor-o-Novo            | 12.123    | 18 kwietnia 1988     |
|      | Montijo                    | Montijo                    | 25.719    | 14 sierpnia 1985     |
|      | Moura                      | Moura                      | 8.459     | 1 lutego 1988        |
|      | Odivelas                   | Odivelas                   | 50.846    | 10 sierpnia 1990     |
|      | Olhão                      | Olhão                      | 31.100    | 14 sierpnia 1985     |
|      | Oliveira de Azeméis        | Oliveira de Azeméis        | 12.047    | 16 maja 1984         |
|      | Oliveira do Bairro         | Oliveira do Bairro         | 3.077     | 26 sierpnia 2003     |
|      | Oliveira do Hospital       | Oliveira do Hospital       | 5.222     | 2 lipca 1993         |
|      | Ourém                      | Ourém                      | 12.000    | 16 sierpnia 1991     |
|      | Ovar                       | Ovar                       | 18.500    | 28 czerwca 1984      |
|      | Paços de Ferreira          | Paços de Ferreira          | 8.500     | 2 lipca 1993         |
|      | Paredes                    | Paredes                    | 12.300    | 16 sierpnia 1991     |
|      | Penafiel                   | Penafiel                   | 10.000    | 3 marca 1770         |
|      | Peniche                    | Peniche                    | 18.100    | 1 lutego 1988        |
|      | Peso da Régua              | Peso da Régua              | 10.050    | 14 sierpnia 1985     |
|      | Pinhel                     | Pinhel                     | 3.557     | 25 sierpnia 1770     |
|      | Pombal                     | Pombal                     | 18.100    | 16 sierpnia 1991     |
|      | Ponta Delgada              | Ponta Delgada              | 46.102    | 2 kwietnia 1546      |
|      | Ponte de Sor               | Ponte de Sor               | 11.000    | 14 sierpnia 1985     |
|      | Portalegre                 | Portalegre                 | 15.238    | 23 maja 1550         |
|      | Portimão                   | Portimão                   | 42.443    | 11 grudnia 1924      |
|      | Porto                      | Porto                      | 238.954   | data nieznana        |
|      | Vila Baleira               | Porto Santo                | 4.474     | 2 sierpnia 1996      |
|      | Póvoa de Santa Iria        | Vila Franca de Xira        | 24.277    | 24 czerwca 1999      |
|      | Póvoa de Varzim            | Póvoa de Varzim            | 42.396    | 16 czerwca 1973      |
|      | Praia da Vitória           | Praia da Vitória           | 6.200     | 20 czerwca 1981      |
|      | Quarteira                  | Loulé                      | 16.131    | 24 czerwca 1999      |
|      | Queluz                     | Sintra                     | 78.040    | 24 lipca 1997        |
|      | Rebordosa                  | Paredes                    | 10.813    | 26 sierpnia 2003     |
|      | Reguengos de Monsaraz      | Reguengos de Monsaraz      | 9.050     | 9 grudnia 2004       |
|      | Ribeira Grande             | Ribeira Grande             | 5.300     | 29 czerwca 1981      |
|      | Rio Maior                  | Rio Maior                  | 11.500    | 14 sierpnia 1985     |
|      | Rio Tinto                  | Gondomar                   | 676       | 30 sierpnia 1995     |
|      | Sabugal                    | Sabugal                    | 2.800     | 9 grudnia 2004       |
|      | Sacavém                    | Loures                     | 17.659    | 4 czerwca 1997       |
|      | Santa Comba Dão            | Santa Comba Dão            | 3.200     | 24 czerwca 1999      |
|      | Santa Cruz                 | Santa Cruz                 | 6.100     | 2 sierpnia 1996      |
|      | Santa Maria da Feira       | Santa Maria da Feira       | 13.000    | 14 sierpnia 1985     |
|      | Santana                    | Santana                    | 8.804     | 1 stycznia 2001      |
|      | Santarém                   | Santarém                   | 28.760    | 24 grudnia 1868      |
|      | Santiago do Cacém          | Santiago do Cacém          | 7.300     | 16 sierpnia 1991     |
|      | Santo Tirso                | Santo Tirso                | 14.000    | 14 sierpnia 1985     |
|      | São João da Madeira        | São João da Madeira        | 21.407    | 28 czerwca 1984      |
|      | São Mamede de Infesta      | Matosinhos                 | 23.542    | 12 lipca 2001        |
|      | São Salvador de Lordelo    | Paredes                    | 9.930     | 26 sierpnia 2003     |
|      | Seia                       | Seia                       | 6.900     | 23 sierpnia 1986     |
|      | Seixal                     | Seixal                     | 31.100    | 2 lipca 1993         |
|      | Serpa                      | Serpa                      | 8.700     | 26 sierpnia 2003     |
|      | Setúbal                    | Setúbal                    | 118.696   | 19 kwietnia 1860     |
|      | Silves                     | Silves                     | 10.800    | data nieznana        |
|      | Sines                      | Sines                      | 13.613    | 12 lipca 1997        |
|      | Tarouca                    | Tarouca                    | 3.308     | 9 grudnia 2004       |
|      | Tavira                     | Tavira                     | 12.576    | 16 marca 1520        |
|      | Tomar                      | Tomar                      | 20.000    | 12 lutego 1844       |
|      | Tondela                    | Tondela                    | 14.100    | 1 lutego 1988        |
|      | Torres Novas               | Torres Novas               | 14.900    | 14 sierpnia 1985     |
|      | Torres Vedras              | Torres Vedras              | 22.600    | 3 lutego 1979        |
|      | Trancoso                   | Trancoso                   | 3.500     | 9 grudnia 2004       |
|      | Trofa                      | Trofa                      | 20.700    | 2 lipca 1993         |
|      | Valbom                     | Gondomar                   | 14.129    | 9 grudnia 2004       |
|      | Vale de Cambra             | Vale de Cambra             | 4.100     | 2 lipca 1993         |
|      | Valongo                    | Valongo                    | 18.700    | 10 sierpnia 1990     |
|      | Valpaços                   | Valpaços                   | 4.400     | 24 czerwca 1999      |
|      | Vendas Novas               | Vendas Novas               | 10.900    | 2 lipca 1993         |
|      | Viana do Castelo           | Viana do Castelo           | 46.750    | 20 stycznia 1848     |
|      | Vila do Conde              | Vila do Conde              | 29.730    | 1 lutego 1988        |
|      | Vila Franca de Xira        | Vila Franca de Xira        | 18.400    | 28 czerwca 1984      |
|      | Vila Nova de Famalicão     | Vila Nova de Famalicão     | 30.188    | 14 sierpnia 1985     |
|      | Vila Nova de Foz Côa       | Vila Nova de Foz Côa       | 3.300     | 12 lipca 1997        |
|      | Vila Nova de Gaia          | Vila Nova de Gaia          | 178.255   | 28 czerwca 1984      |
|      | Vila Nova de Santo André   | Santiago do Cacém          | 10.696    | 26 sierpnia 2003     |
|      | Vila Real                  | Vila Real                  | 20.000    | 20 lipca 1925        |
|      | Vila Real de Santo António | Vila Real de Santo António | 12.900    | 19 kwietnia 1988     |
|      | Viseu                      | Viseu                      | 53.500    | data nieznana        |
|      | Vizela                     | Vizela                     | 12.000    | 1 września 1998      |